# 1692 en France
Chronologie de la France
- 1688
- 1689
- 1690
- 1691
- 1692
- 1693
- 1694
- 1695
- 1696

Cette page concerne l’année 1692 du calendrier grégorien.

## Événements
- 8 janvier-12 août: assemblée du Luxembourg, réunions d’hommes de lettres formée à l’initiative de l’abbé de Choisy[1].

- 18 février : Mademoiselle de Blois, fille naturelle de Louis XIV, épouse Philippe d’Orléans, futur régent[2].
- Février : un édit décide de la séparation des chirurgiens et des barbiers-perruquiers[3].

- 5 mars : ouverture du canal d’Orléans. Passage du premier bateau de la Loire à la Seine[4].
- 21 mai : au camp de Gévries, Louis XIV passe en revue plus de 100 000 hommes avant le siège de Namur[5].

- 26 mai - 30 juin : Louis XIV assiège et prend Namur[6].
- 29 mai : victoire navale de Tourville à la bataille de Barfleur[7].

- 1er – 3 juin : défaite de la flotte française de Tourville à la bataille de la Hougue, près de Cherbourg, contre la flotte anglo-hollandaise dans la guerre de neuf ans[7].

- 3 août : victoire de Luxembourg à la bataille de Steinkerque sur Guillaume d’Orange[8]
- 13 août : l’intendant de Creil écrit au contrôleur général « qu’il ne se passe point de journée qu’on ne trouve dans la forêt quelque partie du corps humain » dans le contexte de la peur des loups[5].
- 19 août : les Savoyards occupent Embrun puis Gap (20 août). Catinat est contraint à la défensive. Par suite de la résistance des Dauphinois menée par mademoiselle de La Tour-du-Pin, le duc de Savoie quitte Embrun le 16 septembre[9].

- Août : édit supprimant l'exemption du droit de franc-fief des bourgeois de Paris ; le prévôt des marchands offre 200 000 livres pour conserver cette franchise mais est incapable de les réunir et la mesure est confirmée[10].

- 13 septembre : arrêt du conseil interdisant d’exporter des grains hors de France à cause d'une récolte médiocre[11]. Désordres et famine dans la capitale (novembre). Disette en Auvergne[12].
- 12 novembre : désordres au marché de la place Maubert à Paris menés par des soldats des Gardes françaises, suivis par la population affamée. Les boulangers sont pillés et rançonnés. Le 28 novembre, trois soldats sont condamnés à mort (deux voient leur peine commuée aux galères). Le 3 décembre, huit soldats attaquent de nouveau, l’épée à la main, la femme d’un boulanger de Vaugirard[13].
- 1er décembre : instructions du comte d’Avaux, ambassadeur de France en Suède. Charles XI de Suède devient médiateur entre la France et les coalisés contre Louis XIV[14].